# Linuxmuster.net
linuxmuster.net ist eine Server-Distribution für den Betrieb von pädagogischen Schulnetzwerken. Entwickelt wird diese vom Verein linuxmuster.net e. V., dessen Sitz in Schönau im Schwarzwald ist.

## Geschichte der Distribution
Die von der Lehrerfortbildung am Kultusministerium Baden-Württemberg entwickelte Linux-Musterlösung wurde seit 2003 unter dem Dach des Landesmedienzentrum Baden-Württemberg von Lehrern weiter entwickelt. Im Juli 2012 verkündete das Landesmedienzentrum, die weitere Entwicklung nach Veröffentlichung der Version 5 an eine Firma abzugeben. Daraufhin beschloss die Entwicklergemeinde einschließlich der bisher die Linux-Musterlösung entwickelnden Lehrer, einen Fork der freien Linux-Musterlösung (OpenML) unter dem Namen linuxmuster.net zu starten. Die Änderung des Namens erfolgte, um markenrechtliche Probleme mit der Firma Silicon Graphics International als Inhaberin des Markenrechts an der Open Multimedia Library (OpenML) zu vermeiden.
Der Fork verfolgte das Ziel einer Weiterentwicklung und der Installation auf einem bestehenden Grundsystem (Stand Mai 2025: Ubuntu 22.04), das die erforderlichen Anpassungen per Skript erhält. Die aktuelle Version 7.2 (Stand Mai 2025) wird als Image-Datei für eine virtuelle Maschine für die auf Debian basierende Open-Source-Virtualisierungsplattform Proxmox VE veröffentlicht.
Die Projekt-Kommunikation findet über ein eigenes Forum auf Basis von Discourse statt. Zuvor wurde eine Mailingliste und ein Forum mit dem quelltext-offenen, PHP-basierten Internet-Newsboard Unclassified NewsBoard (UNB) genutzt. Support gibt es auch telefonisch. Als Bugtracker wird eine unabhängige Instanz von Flyspray genutzt.
Im Lockdown während der COVID-19-Pandemie erstellten die Entwickler für das Projekt eine eigene Mastodon-Instanz.
Der Quelltext des Projekts ist auf GitHub einsehbar.

## Versionsgeschichte

### Version 6.0
Nach einer bereits im Oktober 2012 begonnenen Betaphase der unter dem Codenamen ObenBleiben entwickelten Version 6.0, wurde die finale Version am 4. März 2013 veröffentlicht. Eine Integration von Subnetting/VLANs war für Version 6.1 vorgesehen. Samba 4 sollte anders als ursprünglich geplant nicht in Version 6.1, sondern erst in einer späteren Version unterstützt werden.

### Version 6.1
Im Dezember 2013 begann die unter dem Namen Babo entwickelte Version 6.1 mit dem öffentlichen Betatest und erreichte den finalen Status nach eineinhalbjähriger Entwicklungszeit im Juni 2015.
Die zu testenden Neuerungen waren neben Bugfixes und der Ersetzung von Samba-Bindmounts durch Samba-Shares unter anderem die Unterstützung von Subnetting und VLANs, die Reaktivierung von Windows 7 (mit LINBO 2.2) und die Integration von OPSI. Mit dem Start der Testphase wurden sogenannte Virtual Appliances im Open Virtualization Format und für die Linux-Kernel-Infrastruktur für Virtualisierung (Libvirt/KVM) veröffentlicht.
Neben den bereits in der Betaphase enthaltenen Funktionen wechselte man die Firewall von MAC-Adressen auf IP-Basis, um die Unterstützung von Subnetting und VLANs auch sicherheitstechnisch abzuschließen. Mit Hilfe von ACLs konnten detaillierte Berechtigungen für bereitgestellte Verzeichnisse vergeben werden. Für Linux-Clients stand ein vorkonfiguriertes Betriebssystem Ubuntu 14.04 zur automatisierten Installation zur Verfügung.
Grundlage der Version war ein Ubuntu 12.04 LTS Server.

### Version 6.2
Mitte Juli 2016 begann die Betaphase der Version 6.2, Codename babo62, und endete mit Bereitstellung der finalen Version am 15. Juli 2016.
Diese beinhaltete:
- LINBO als Imaging-System
- Sophomorix, eine für die Benutzerverwaltung geschriebene Komponente
- webbasierte Schulkonsole
- IPFire[26] – Firewall
- linuxmuster-chili[27] – Paket zum Einrichten eines WLAN-Hotspot-Portals (Captive Portal) basierend auf CoovaChilli
- Moodle – Lernplattform („E-Learning“)
- Ubuntu 16.04 – als vorkonfigurierter Client
- RADIUS
  - linuxmuster-freeradius – Anpassungen für den Authentifizierungsdienst
- Horde (Framework) – eine webbasierte Groupware
- Pykota – Paket zur Verwaltung von Druckaufträgen
  - linuxmuster-pykota – Anpassungen für die Bilanzierung der Druckaufträgen

Neuerungen gegenüber 6.1 finden sich vor allem in der Schulkonsole, LINBO und der Firewall. Dazu wurde die Schulkonsole unter Verwendung von JavaScript und jQuery überarbeitet. LINBO in Version 2.3. erhielt ein Kernel-Update auf 4.2. Damit wurde native Unterstützung von 64-Bit-fähiger Hardware bereitgestellt. Den Betrieb von UEFI-Clients ermöglichte der Wechsel auf GRUB 2. Die Aktualisierung der Firewall IPFire erfolgte nun vom Server mit Hilfe eines Skripts.

### Version 7.0
Am 17. April 2020 wurde linuxmuster.net 7.0, Codename Bond, veröffentlicht. Die Version beinhaltet den Umstieg von Samba 3 auf Samba 4. Die Schulkonsole wurde komplett neu erstellt und erhielt mit Ajenti, einer webbasierte Plattform für die Verwaltung von Servern und Diensten, eine neue Basis.
Als Neuerungen wurden implementiert:
- verbesserte Skalierbarkeit: Mehrschulfähigkeit, gruppenorientierte Steuerung, Bereitstellung zusätzlicher IT-Dienste der Schule durch linuxmuster.net
- vereinfachte Installation, Bedienung und Administration, Benutzerverwaltung, Netzwerkverwaltung,

Als Standard-Firewall findet statt IPFire die Opensource-Lösung OPNsense Verwendung, mit der ein Single Sign-on möglich ist.

### Version 7.1
Am 24. März 2022 wurde linuxmuster.net 7.1 veröffentlicht. Während am Server selbst hauptsächlich moderate Pflege durchgeführt wurde, wurde LINBO von der Version 2.4 auf die Version 4 aktualisiert. Die Basis blieb bei Ubuntu 18.04, das bis April 2023 supportet worden ist.

### Version 7.2
Nach einer langen Betaphase wurde linuxmuster.net 7.2 am 16. März 2024 nach Fertigstellung der Dokumentation veröffentlicht. Der Klassenarbeitsmodus wurde umgeschrieben und die Anbindung von Windows 11-Clients erhielt offizielle Unterstützung. Die Mehrschulfähigkeit kam der Fertigstellung näher. Nach der Betaphase wurde mit Version 4.2 eine WLAN-fähige Version von LINBO implementiert. Das Handling von Windowsclients wurde durch die Möglichkeit differentieller Images verbessert.

### Erweiterungen
Das Projekt stellt zusätzliche Pakete rund um linuxmuster.net bereit, die die grundlegende Funktionalität der Serverlösung erweitern. Dazu gehören bzw. gehörten die folgenden, teilweise obsoleten (Stand Mai 2025) Pakete:
- leoclient – Metapaket für die Konfiguration einer VirtualBox mit einem Windows-XP-Gastsystem
- leoclient2 – Metapaket für die Konfiguration einer VirtualBox mit verschiedenen (Windows-/Linux-)Gastsystemen (Version 2)
- linuxmuster-client-auth – Paket zur Anmeldung von Clients mit Hilfe einer LDAP-Abfrage
- linuxmuster-client-shares – Paket zum Einbinden der Samba-Freigaben
- linuxmuster-client-profile – Paket zum Hinterlegen von benutzerspezifischen Einstellung auf dem Server
- linuxmuster-client-acroread-repo – Paket zur Einbindung von Acrobat Reader
- linuxmuster-client-servertools – Paket, um einen Linux-Client in einer linuxmuster.net-Umgebung zu installieren
- linuxmuster-client-extras – Paket mit Erweiterungen, wie die Einrichtung von Standarddruckern oder entsprechende Konfigurationsdateien für iTALC
- linuxmuster-client-sudoers – Paket für die Gewährung von weitergehenden Rechten auf einem Linux-Client
- linuxmuster-client-tor-browser-bundle – Paket zur Nutzung von TOR (The Onion Router)
- linuxmuster-client-truecrypt – Paket für die Nutzung von TrueCrypt
- linuxmuster-client-veracrypt – Paket zur Nutzung von VeraCrypt
- linuxmuster-community-feedback – Paket zur statistischen Auswertung
- linuxmuster-freefork – Paket zur Umwandlung einer paedML-Linux-Installation in eine linuxmuster.net-Installation
- linuxmuster-migration – Paket für die Migration einer paedML Linux/OpenML-Installation
- linuxmuster-nagios-base – Paket mit Anpassungen für Nagios
- linuxmuster-opsi – Paket zur Einbeziehung eines Open-PC-Server-Integration-Servers
- linuxmuster-package-template – Paket mit einer Vorlage zum Bauen eigener Pakete
- linuxmuster-source – Werkzeuge, um den Quelltext des Projekts zu bearbeiten
- linuxmuster-schulkonsole-template – Paket mit einem freien Template für die Schulkonsole
- linuxmuster-vboxhost-base – Metapaket zur Umwandlung eines Ubuntu 12.04-Servers in einen VirtualBox Host mittels phpVirtualBox, einem Open Source PHP-Frontend für Virtualbox
- linuxmuster-wikidoku – Paket für die Darstellung von Informationen aus linuxmuster.net in openSchulportfolio
- linuxmuster-win – Paket für rechnerspezifische Anpassungen an Clients mit dem Betriebssystem Windows 7

## Verein
Mit der Gründung von linuxmuster.net e. V., dessen Sitz in Schönau im Schwarzwald ist, besteht seit dem 27. Januar 2013 ein gemeinnütziger Verein, mit dem die Arbeit des Projekts unterstützt werden kann.
Der Verein hat als Organe die Mitgliederversammlung und den Vorstand. 
Der Vorstand führt die laufenden Geschäfte. Zwei Vorstandsmitglieder vertreten den Verein gemeinschaftlich. Alle nicht per Satzung an ein anderes Vereinsorgan zugewiesenen Angelegenheiten fallen in seine Zuständigkeit. Die Ernennung erfolgt für zwei Jahre durch Wahl der Mitgliederversammlung.
Erster Vorstandsvorsitzender ist Jesko Anschütz. Sein stellvertretender Vorstandsvorsitzender ist Holger Baumhof.
Der Verein erhält finanzielle Mittel aus den Beiträgen von ordentlichen Mitgliedern oder Fördermitgliedern.

## Auszeichnung
linuxmuster.net belegte im März 2019 den zweiten Platz beim Thomas-Krenn-Award. Das Projekt erhielt den Comenius-EduMedia-Award, auch bekannt als Comenius EduMedia-Siegel. Dazu verlieh die Gesellschaft für Pädagogik und Information (Berlin) im Juni 2019 zwei Siegel, einmal für das Projekt selbst und für die zum Zeitpunkt der Auszeichnung aktuelle Version 6.2.